# Monohelea ornatithorax
Monohelea ornatithorax är en tvåvingeart som beskrevs av Clastrier och Delecolle 1990. Monohelea ornatithorax ingår i släktet Monohelea och familjen svidknott.
Artens utbredningsområde är Guinea. Inga underarter finns listade i Catalogue of Life.